# Akinsemoyin
Akinsemoyin règne en tant qu'Oba de Lagos d'environ 1704 à 1749 ou de 1760 à 1775. Son père est oba Ado et ses frères et sœurs sont Erelu Kuti (en) et oba Gabaro, auxquels il succède.
Selon le rapport du tribunal d'enquête du juge J. O. Kassim du 19 septembre 1978, il y a six fils reconnus d'Akinsemoyin, à savoir Sadeko, Amore/Olukokun, Abisako, Jolasun, Gbosebi et Aina Egbe.
Voici quelques-uns des descendants éminents des filles d'Akinsemoyin : Onisiwo, Oniru, Oluwa et Akogun ,,.

## Biographie
Akinsemoyin est le fils cadet du second oba, Ado. Au décès de ce dernier, son frère Gabaro monte sur le trône et entame différentes réorganisations du pouvoir. Initialement, les relations entre les deux frères sont bonnes. Les premières décisions sur l'organisation du pouvoir sont soutenues par Akinsemoyin. Cependant, la volonté de reconnaître la souveraineté des chefs locaux, descendants d'Olofin, provoque des tensions.

### Exil à Badagry
Akinsemoyin est en désaccord avec son frère, Gabaro sur l'installation des descendants d'Olofin en tant que chefs, ce qui entraine son bannissement de Lagos. Akinsemoyin se trouve exilé à Badagry. Il y est exposé au commerce et noue des relations avec les marchands d'esclaves européens.
Vers 1760, à la mort de Gabaro, Akinsemoyin devient oba malgré le fait que Gabaro ait un fils : Eletu Kekere ou dans certains récits Eletu Omo.

### Introduction de l'esclavage à Lagos

#### Contexte
L'accroissement du Royaume du Dahomey représente une menace pour le Royaume du Bénin et surtout pour les quelques villes avec accès à la mer. Les voies commerciales se sont lentement déplacées d'Oyo vers Badagry (fondée vers 1730) et Porto-Novo. Lors de l'exil d'Akinsemoyin, Bagadry est en pleine expansion à la suite de décisions du Dahomey de restreindre l'accès commercial aux Portugais. Les marchands se déportent dès lors vers d'autres ports, dont Bagadry.

#### Relations avec les Portugais
Lors de son accession au trône, Akinsemoyin apporte les bénéfices des relations nouées avec les portugais et introduit le commerce des esclaves à Lagos en invitant des marchands d'esclaves. L'historien J. F.  Ade Ajayi affirme qu'Akinsemoyin accorde le monopole de la traite des esclaves à ses partenaires commerciaux brésiliens et portugais. Lagos, avec le temps, dépasse les ports de Ouidah et de Porto Novo en tant que premier port négrier du golfe du Bénin.
Akinsemoyin encourage le commerce d'autres produits depuis Lagos tels que l'huile de palme ou les vêtements et achète de la poudre à canon, des armes, du tabac et du sel. Les rapports de l'île de Principe entre 1760 et 1771 font état d'un nombre important de navires en provenance de Lagos. Sur cette même période, ce sont plus de 3.142.000 esclaves qui transitent par Lagos.
Sous le règne d'Akinsemoyin, le palais de l'Oba (Iga Idunganran (en)) est pour la première fois recouvert de tuiles. Elles seraient un cadeau des marchands d'esclaves portugais.

### Décès
Akinsemoyin meurt en 1749. Bien qu'il ait eu 4 fils, il est remplacé comme oba par Eletu Kekere, le fils de Gabaro,. Cependant, ce dernier ne règne que quelques années et Ologun Kuture lui succède en 1780.

## Postérité
Des 3 enfants d'Oba Ado - Gabaro, Akinsemoyin et Erelu Kuti (en) - seule la lignée d'Akinsemoyin n'a jusqu'à présent pas réussi à produire un oba de Lagos. Hormis le fils de Gabaro, Eletu Kekere, tous les autres Obas sont des descendants directs d'Erelu Kuti à commencer par Ologun Kutere. Cette « irrégularité apparente » fait aujourd'hui l'objet de polémiques et de contentieux alors que les descendants d'Akinsemoyin contestent devant les tribunaux l'intronisation de l'actuel oba de Lagos, Rilwan Akiolu.

## Datation problématique
La datation du couronnement d'Akinsemoyin reste sujette à controverse comme il en est pour les premiers oba de la dynastie de Lagos. Le début de son règne est d'abord estimé à 1704 au XIXe siècle. En 1926, Talbot repousse la date du règne d'Akinsemoyin à 1740 tandis que R.C.C. Law suggère la date de 1760. La base de ces calculs est l'exil durant lequel Akinsemoyin est mis en relation avec des marchands portugais à Bagadry, car les premiers rapports commerciaux entre européens et Lagos se déroulent après 1760.
À ceci s'ajoute le fait qu'Ologun Kutere, le successeur d'Akinsemoyin, participe à une attaque contre le Royaume du Dahomey vers 1790. Ces éléments confortent l'estimation d'un règne s'achevant vers 1775.